# Лонджано
Лонджано (італ. Longiano) — муніципалітет в Італії, у регіоні Емілія-Романья, провінція Форлі-Чезена.
Лонджано розташоване на відстані близько 250 км на північ від Рима, 95 км на південний схід від Болоньї, 29 км на південний схід від Форлі.
Населення — 7066 осіб (2014).

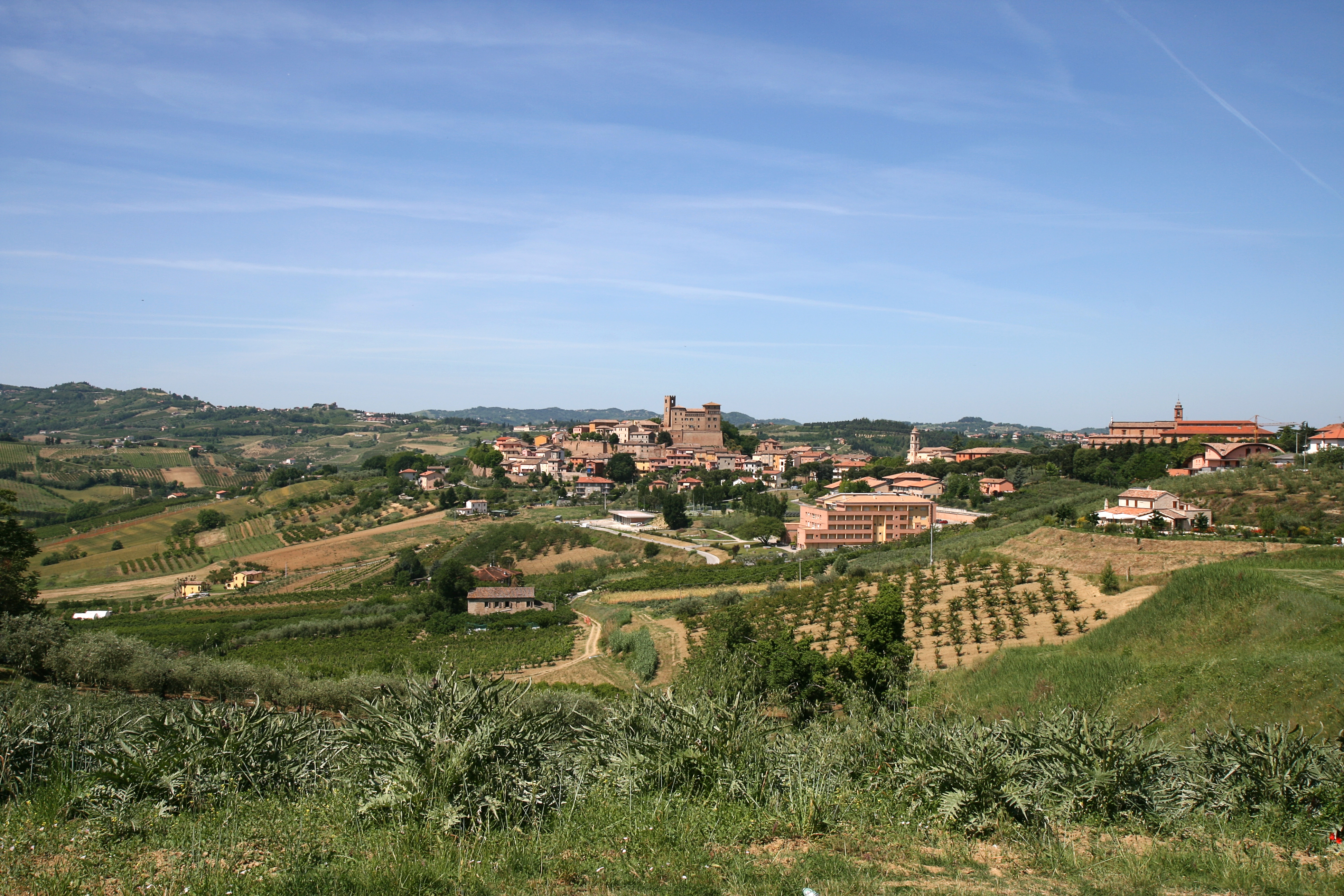

Покровитель комуни—.святий Христофор

## Демографія
Населення за роками:

Станом на 1 січня 2023 року в муніципалітеті офіційно проживало 529 іноземців з 38 країн, серед них 197 громадян країн Євросоюзу та 19 громадян України.

## Сусідні муніципалітети
- Боргі
- Чезена
- Гамбеттола
- Гаттео
- Монтіано
- Ронкофреддо
- Сантарканджело-ді-Романья
- Савіньяно-суль-Рубіконе

## Персоналії
- Джуліо Беллі (1560–1621( — композитор, францісканець